# Clare Butterworth Hardham
Clare Butterworth Hardham (El Paso de Robles, 18 de febrero de 1918 - Santa Bárbara, 3 de septiembre de 2010) fue una profesora, botánica y curadora estadounidense.

## Algunas publicaciones
- clare b. Hardham, gordon haines True. 1971. A Floristic Study of the Site of a Proposed Nuclear Power Plant at Point Arena, Mendocino County, California, 22 pp.

## Membresías
- Miembro Academia Californiana de Ciencias[2]
- Miembro correspondiente de varias sociedades científicas de Europa.

## Eponimia
Especies (4)
- (Onagraceae) Camissoniopsis hardhamiae (P.H.Raven) W.L.Wagner & Hoch[3]
- (Polygonaceae) Eriogonum butterworthianum J.T.Howell[4]
- (Scrophulariaceae) Erythranthe hardhamiae N.S.Fraga[5]